# 전주대성초등학교
전주대성초등학교(全州大聖初等學校)는 대한민국 전북특별자치도 전주시에 있는 공립 초등학교이다.

## 학교 연혁
- 1950. 03. 20. 완주군 대성국민학교로 개교
- 1983. 02. 15. 전주시 편입, 전주대성국민학교로 개칭
- 1984. 03. 26. 전주대성초등학교 병설유치원 개원
- 1996. 03. 01. 전주대성초등학교로 개명
- 2002. 12. 31. 교육과정우수학교 교육감 표창
- 2011 - 2013   창의경영학교 지정,운영
- 2019. 09. 01. 제27대 송영임 교장선생님 부임
- 2020. 12. 31. 제69회 졸업장 수여식(5명, 총인원 2,868명)
- 2021. 03. 01. 초등학교 6학급, 유치원 1학급 편성

## 참고 자료
- 전주대성초등학교 - 한국교육학술정보원 학교알리미